# ویکتور فرانکل
ویکتور امیل فرانکل (به آلمانی: Viktor Frankl) (زادهٔ ۲۶ مارس ۱۹۰۵ – درگذشتهٔ ۲ سپتامبر ۱۹۹۷) روان‌پزشک و عصب‌شناس اتریشی و پدیدآورندهٔ معنادرمانی (لوگوتِراپی) بود.
معروف‌ترین کتاب او، انسان در جستجوی معنا، روایت تجربیات او  در اردوگاه‌های کار اجباری آلمان نازی است و در خلال آن، او به اهمیت معنای زندگی برای انسان در سخت‌ترین شرایط می‌پردازد. معنا درمانی به عنوان سومین مکتب روان درمانی وین، پس از مکتب های زیگموند فروید و آلفرد آدلر تأسیس شد. فرانکل 39 کتاب منتشر کرد. 

## زندگی
در ۱۹۰۵ در وین به‌دنیا آمد. در دوران دبیرستان او مشتاقانه آرای فیلسوفان طبیعی را مطالعه می‌کرد و در سخنرانی‌های مربوط به روان‌شناسی عمومی شرکت می‌کرد. در همین دوره او با روان‌کاوی آشنا شد. در ۱۶ سالگی مکاتباتش را با فروید آغاز کرد و یکی از دست‌نوشته‌هایش را در حیطهٔ روانکاوی برای او فرستاد که این دست‌نوشته سه سال بعد در نشریهٔ بین‌المللی روانکاوی چاپ شد. سال بعد، فروید را ملاقات کرد اما به مرور زمان، گرایشهای نظری‌اش به آرای آلفرد آدلر نزدیک‌تر شد. او در سال ۱۹۲۵ مقاله‌ای را در نشریهٔ بین‌المللی روانشناسی فردی منتشر کرد و در آن با تمرکز بر مفاهیم معنا و ارزش به بررسی تفاوت‌های فلسفه و روان‌شناسی پرداخت.
بین سال‌های ۱۹۳۰ و ۱۹۳۸ فرانکل در بیمارستان روانی وین به عنوان رئیس بخش خودکشی زنان مشغول به کار شد و در سال ۱۹۳۸ که آلمان به اتریش حمله کرد، او به‌طور خصوصی کارش را به عنوان عصب‌شناس و روان‌پزشک شروع کرده بود.
او در ۱۹۴۹ از دو دانشگاه وین و آدیتشنالی موفق به گرفتن درجهٔ دکترای اعصاب و روان شد. بعدها از ۱۲۰ دانشگاه در سراسر جهان دکترای افتخاری گرفت.
فرانکل به علت یهودی بودن در سال‌های ۱۹۴۲ تا ۱۹۴۵ به وسیله نازیها زندانی شد. تجارب او در اردوگاه‌ها موجب شد مکتب جدیدی را در روانشناسی بنیان‌گذاری کند که معنادرمانی یا لوگوتراپی نامیده می‌شود.
او پس از پایان جنگ جهانی دوم ریاست بخش اعصاب بیمارستانی در وین را به عهده گرفت و به مقام استادی دانشگاه در رشتهٔ عصب‌شناسی و روان‌پزشکی نایل آمد. در سال‌های ۱۹۷۰ تا ۱۹۷۳ استاد دانشگاه بین‌اللملی سن دیگو بود و نظریه معنا درمانی‌اش در میان روان‌شناسان و روان‌پزشکان پیروان زیادی دارد.

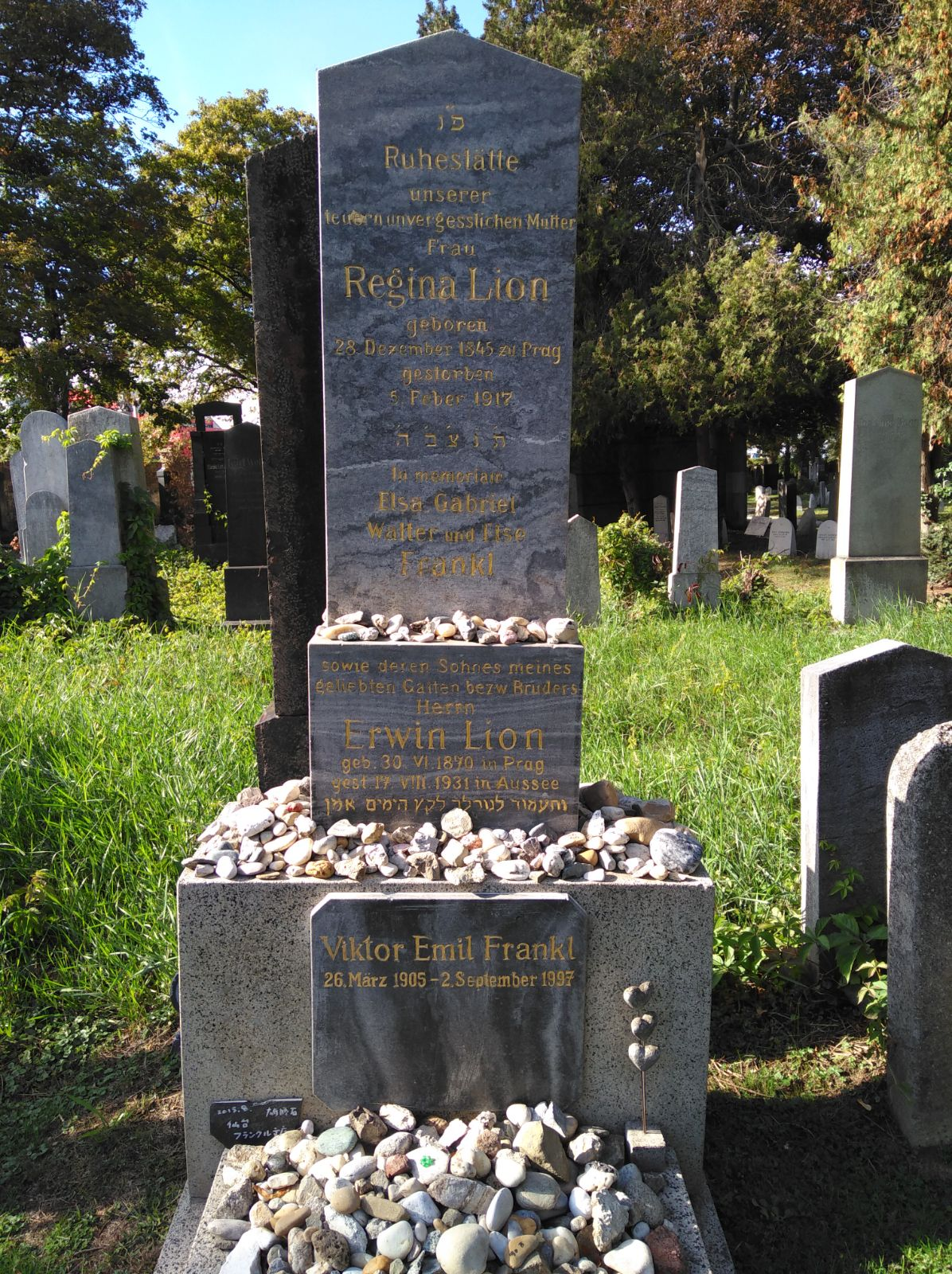
مقبره ویکتور فرانکل در وین

فرانکل در سپتامبر ۱۹۹۷ در سن ۹۲ سالگی در وین درگذشت.

## اردوگاه بیگاری
در سال 1942، 9 ماه پس از ازدواج، فرانکل و خانواده اش به اردوگاه کار اجباری ترزین اشتات فرستاده شدند. پدرش در آنجا از گرسنگی و ذات الریه درگذشت. در سال 1944 به آشویتس منتقل شدند، جایی که مادر و برادرش در اتاق‌های گاز به قتل رسیدند. همسرش تیلی بر اثر تیفوس در برگن بلسن درگذشت. فرانکل سه سال را در چهار اردوگاه کار اجباری گذراند.   ویکتور در کتاب خاطرات خود و در کتاب انسان در جستجوی معنا بارها تأکید می‌کند که بازنویسی کتاب لوگوتراپی انگیزه زنده ماندن او بود. این کتاب را که در مورد نظریه اش دربارهٔ معناجویی و معنا درمانی بود در اردوگاه از او گرفتند. او با این نظریه توانست خود را در بدترین شرایط اردوگاه حفظ کند و نجات یابد. در واقع نظریه خود را خود تجربه کرد و می‌توان گفت که این نظریه از بوته آزمایش گذشت. او در کتاب انسان در جستجوی معنا می‌نویسد:«ما از بخت خوب یا حسن اتفاق یا معجزه از این اردوگاه‌ها بازگشتیم می‌دانیم که بهترین‌های ما برنگشتند.»

### خود تعالی
فرانکل به عنوان یک متخصص مغز و اعصاب و یک روانشناس، اهمیت عوامل بیولوژیکی و محیطی را در تأثیرگذاری بر رفتارهای ما پذیرفت. او خودش در اردوگاه نازی ها زندانی شده بود، جایی که نه تنها مورد خشونت قرار گرفت، بلکه عروسش را نیز در اتاق های گاز از دست داد. فرانکل تاکید کرد که، حتی در چنین شرایط شدید، افراد می توانند در مورد نحوه عمل، فکر و احساس انتخاب کنند. رنج بردن از یک موقعیت غیرقابل حل خود می تواند نشان دهنده قهرمانی باشد، و فرانکل زنی در حال مرگ را توصیف می کند که تصمیم می گیرد آخرین ساعات زندگی خود را بدون ترس از مرگ بگذراند، این زن درخت جوانه زده بیرون پنجره اتاق بیمارش را تحسین کند، که آن را نشانه ای از زندگی جاودانه می دانست. فرانکل از تجربه های خود در اردوگاه کار اجباری استفاده کرد تا ایده خود تعالی را توسعه دهد، که که «نشان دهنده این واقعیت است که انسان بودن همیشه از طریق چیزی، یا شخصی غیر از خود، چه معنایی برای تحقق، چه انسان دیگری برای مواجهه، ارتباط دارد و هدایت می شود. هر چه انسان خود را بیشتر فراموش کند، با سپردن خود به خدمت یا دیگری برای عشق ورزی، انسان تر است...»

## دیدگاه‌ها
فرانکل اگزیستانسیالیست (پیروان اصالت وجود، هستی‌گرا) بود. او واژه «هستی نژندی» را در مورد اختلال عاطفی ابداع کرد و اختلال عاطفی را حاصل عدم توانایی فرد در یافتن معنا برای زندگی می‌دانست.
به نظر فرانکل آزادی به معنای رهایی از سه چیز است: ۱ـ غریزه‌ها ۲ـ خوی‌ها و عادت‌ها ۳ـ محیط
در زمینهٔ نظریه شخصیت فرانکل معتقد است، در آدمی انگیزه‌ای بنیادی وجود دارد و آن «ارادهٔ معطوف به معنا» است.
مکتب روان‌شناسی لوگوتراپی یا معنا درمانی که ویکتور فرانکل بنا نهاد امروز یکی از مکاتب مطرح روان‌شناسی در جهان است.

## اختلاف دیدگاه فرانکل با دیگران

### اختلاف با فروید
فروید روان نژندی را حاصل سرکوبی کشش‌های غریزی می‌داند که فراخود به خود و در نتیجه به نهاد تحمیل کرده‌است. در حالی که فرانکل این را کافی نمی‌داند و تعارضات روانی را تنها دلیل روان‌نژندی نمی‌شمارد.

### اختلاف با آدلر
آلفرد آدلر روان‌نژندی را نتیجهٔ محدودیت «من» در برابر حس مسئولیت بیان می‌کند. روان‌شناسی فردی آدلر از انگیزهٔ «تلاش برای برتری» سخن می‌گوید. اما فرانکل انسان بودن را «آگاه بودن» و «مسئول بودن» و در جستجوی معنایی برای زندگی بودن می‌داند و در واقع دو مکتب فرویدی و آدلری را مکمل هم می‌شمارد.

### اختلاف با رفتار درمان‌گران
فرانکل اعتقاد دارد چون رفتار درمان‌گران آدمی را مانند حیوانان و به صورت ماشین فیزیولوژی تحلیل می‌کنند اختیار و انتخاب را در انسان نادیده می‌گیرند اما در لوگوتراپی به بعد معنوی انسان اهمیت داده می‌شود.

## آثار
- ۱۹۵۵، پزشک و روح به انگلیسی ترجمه و منتشر شد. در سال ۱۳۷۷ انتشارات درسااین کتاب را با ترجمهٔ فرخ سیف بهزاد منتشر کرد.
- ۱۹۴۶، انسان در جستجوی معنا، معنا درمانی چیست؟، «کتاب انسان در جستجوی معنی ویکتور فرانکل را اکبر معارفی در سال ۱۳۵۴ ترجمه نموده و مؤسسه انتشارات دانشگاه تهران منتشر کرده‌است. تا سال ۱۳۷۵ این کتاب در ۵ نوبت تجدید چاپ شده‌است.»[۱۵] ترجمه دیگری از این کتاب به فارسی توسط دکتر نهضت صالحیان، مهین میلانی صورت گرفته‌است و در سال ۱۳۶۳ بدون ناشر، در سال ۱۳۶۵ توسط انتشارات ویس و پس از آن توسط انتشارات درسا تا سال ۱۳۹۰ به چاپ بیست و ششم رسیده‌است.[۱۶]

آخرین ترجمه از این کتاب به فارسی توسط حسینعلی میرشاهی در سال ۹۸ صورت گرفته که انتشارات پَر _ یمام منتشر کرده.
- ۱۹۷۷، فریاد ناشنیده برای معنا، ترجمهٔ مصطفی تبریزی و علی علوی‌نیا از این کتاب به فارسی در سال ۱۳۷۱ توسط نشر یادآوران منتشر شد.
- انسان در جستجوی معنای غایی/ ویکتور فرانکل؛ مترجمان احمد صبوری، عباس شمیم. نشر آشیان ۱۳۹۰

این کتاب ترجمه ای است از نسخهٔ انگلیسی:
Victor Frankle, Man's search for Ultimate, 2002
اصل کتاب به زبان آلمانی و در سال ۱۹۴۷ بر اساس سخنرانی ای که فرانکل اندکی پس از جنگ جهانی دوم در شهر وین داشته منتشر شده‌است؛ و ۲۸ سال بعد دوباره ویرایش و بازبینی داشته ولی به زبان انگلیسی منتشر شده‌است.
کتاب «آری به زندگی» نوشته ویکتور فرانکل می‌باشد این کتاب مجموعه ای کوتاه اما بسیار ارزشمند از سخنرانی‌های دکتر فرانکل است که بعد از آزادی از زندان آشویتس آنها عنوان کرده بود. این کتاب یک سال بعد از پایان یافتن آشویتس نوشته شده بود اما چون نسخه‌های آن بسیار محدود بود، ترجمه نشد و خیلی زود فراموش شد. حالا بعد از سالها یک نسخه از آن پیدا شد و یک ناشر تصمیم به ترجمه آن به زبان انگلیسی و انتشار آن گرفت که خیلی زود مورد استقبال مردم قرار گرفت.